# Brenna O'Brien
Brenna O'Brien (nacida el 9 de marzo de 1991) es una actriz y artista canadiense. Es más conocida por dar voz a  Rin en la serie de anime Inuyasha. Brenna O'Brien estuvo en el episodio piloto original de The Middle en 2007, junto a Ricki Lake y Atticus Shaffer. El piloto fue luego modificado en 2009 para obtener el actual elenco .

## Carrera
Brenna apareció en Supernatural como la secretaria de la NSA, Cecily. También interpretó a Meghan en Zixx: Level Two y apareció en X-Men: The Last Stand. Protagonizó Phantom Racer y Girl in Progress. Hizo la voz en off para Yuko Sasamoto en Hamtaro, y Gundam SEED Destiny.[cita requerida]

## Filmografía
| Año       | Título                                  | Papel                           | Notas                                       |
| --------- | --------------------------------------- | ------------------------------- | ------------------------------------------- |
| 2001–2004 | InuYasha                                | Rin (voz)                       | TV series                                   |
| 2002      | Hamtaro                                 | Mimi (Propietaria del Panda)    | TV series                                   |
| 2003      | Dragon Ball Z                           | Pan                             | 3 episodios                                 |
| 2003      | Master Keaton                           | Clara                           | Serie de TV                                 |
| 2003      | The Dead Zone                           | Julia Wey                       | Episodio: "Visions"                         |
| 2004      | InuYasha: The Secret of the Cursed Mask | Rin (voz)                       | Videojuego                                  |
| 2004      | Scooby Doo 2: Monsters Unleashed        | Chica Scout                     | Película                                    |
| 2005      | Elemental Gelade                        | Reverie 'Rev' Metherlence (voz) | 26 episodios                                |
| 2005      | Zixx: Level Two                         | Meghan                          | 13 episodios                                |
| 2006      | Merlin's Apprentice                     | Joven Brianna                   | Miniserie                                   |
| 2006      | Stargate SG-1                           | Adria - 12 años                 | Episodio: "Flesh and Blood"                 |
| 2006      | Alice, I Think                          | Violet                          | 3 episodios                                 |
| 2006      | Masters of Horror                       | Amy                             | Episodio: "The Screwfly Solution"           |
| 2006      | X-Men: The Last Stand                   | Chica de la furgoneta           | Película                                    |
| 2006      | Max Havoc: Ring of Fire                 | Valentine                       | Película para TV                            |
| 2007      | The Middle                              | Sue Heck                        | Serie de TV                                 |
| 2007      | Perfect Child                           | Chica Mayor                     | Película para TV                            |
| 2007      | Tin Man                                 | Ella Bedose                     | Miniserie                                   |
| 2007      | Beneath                                 | Christy - 14 años               | Película                                    |
| 2007–2009 | Zixx: Level Three                       | Meghan                          | 13 episodios                                |
| 2008      | Psych                                   | Heather                         | Episodio: "Talk Derby to Me"                |
| 2008      | Gym Teacher: The Movie                  | Morgan                          | Película para TV                            |
| 2008      | Incident at a Truck Stop Diner          | Hija                            | Cortometraje                                |
| 2009      | Kyle XY                                 | Katie                           | Episodio: "Chemistry 101"                   |
| 2009      | Knights of Bloodsteel                   | Talia                           | Miniserie                                   |
| 2009      | Phantom Racer                           | Jesse                           | Película para TV                            |
| 2009      | Fear Island                             | Regina Anderson                 |                                             |
| 2009      | The Troop                               | Angie                           | Episodio: "There Is No I in Monster Hunter" |
| 2009      | InuYasha: The Final Act                 | Rin (voz)                       | Episodio: "Naraku no shinzou"               |
| 2010      | InuYasha: The Final Act                 | Rin (voz)                       | Episodio: "Ashita e"                        |
| 2010      | "The Troop                              | Angie                           | Episodio: "Like a Moth to the Spotlight"    |
| 2010      | Charlie St. Cloud                       | Cajera en Tienda de Juguetes    | Película                                    |
| 2010      | Life Unexpected                         | Courtney                        | Episodio: "Camp Grounded"                   |
| 2011      | Life Unexpected                         | Courtney                        | Episodio: "Affair Remembered"               |
| 2011      | Iron Man: Armored Adventures            | Rhona Erwin (voz)               | 3 episodios                                 |
| 2011      | R.L. Stine's The Haunting Hour          | Samantha                        | Episodio: "Scary Mary: Parts 1 & 2"         |
| 2012      | R.L. Stine's The Haunting Hour          | Lyria                           | Episodio: "The Intruders"                   |
| 2012      | 12 Disasters of Christmas               | Elizabeth                       | Película para TV                            |
| 2012      | Girl in Progress                        | Valerie                         | Película                                    |
| 2014      | Supernatural                            | Cecily                          | Episodio: "Road Trip"                       |
| 2014      | Garage Sale Mystery: The Deadly Room    | Tina                            | Película para TV                            |